# NGC 781
NGC 781 es una galaxia espiral (Sb) localizada en la dirección de la constelación de Aries. Posee una declinación de +12°39′20″ y una ascensión recta de 2 horas, 00 minutos y 08,8 segundos.
A galaxia NGC 781 fue descubierta en 16 de octubre de 1784 por William Herschel.